# Желтоярово
Желтоя́рово — село в Свободненском районе Амурской области России. Административный центр Желтояровского сельсовета.

## География
Село находится на правом берегу реки Зея, к востоку от федеральной автотрассы Чита — Хабаровск, на расстоянии 32 км к северо-востоку (через Юхту-3, Черниговку и Гащенку) от города Свободный, административного центра района.
От села Желтоярово на северо-восток (вверх по правому берегу Зеи) идёт дорога к сёлам Заган, Новоникольск, Практичи и Сохатино.

## Население
| 2002 | 2010 | 2012 | 2013 | 2014 | 2015 | 2016 |
| ---- | ---- | ---- | ---- | ---- | ---- | ---- |
| 571  | ↘502 | ↗517 | ↘499 | ↗500 | ↘495 | ↘480 |
| 2017 | 2018 |      |      |      |      |      |
| ↘476 | ↘458 |      |      |      |      |      |

## Улицы
| - пер. Зелёный, - ул. Мира, - ул. Молодёжная, | - ул. Новая, - ул. Призейская, - ул. Трудовая. |